# Синко-Вильяс (Арагон)

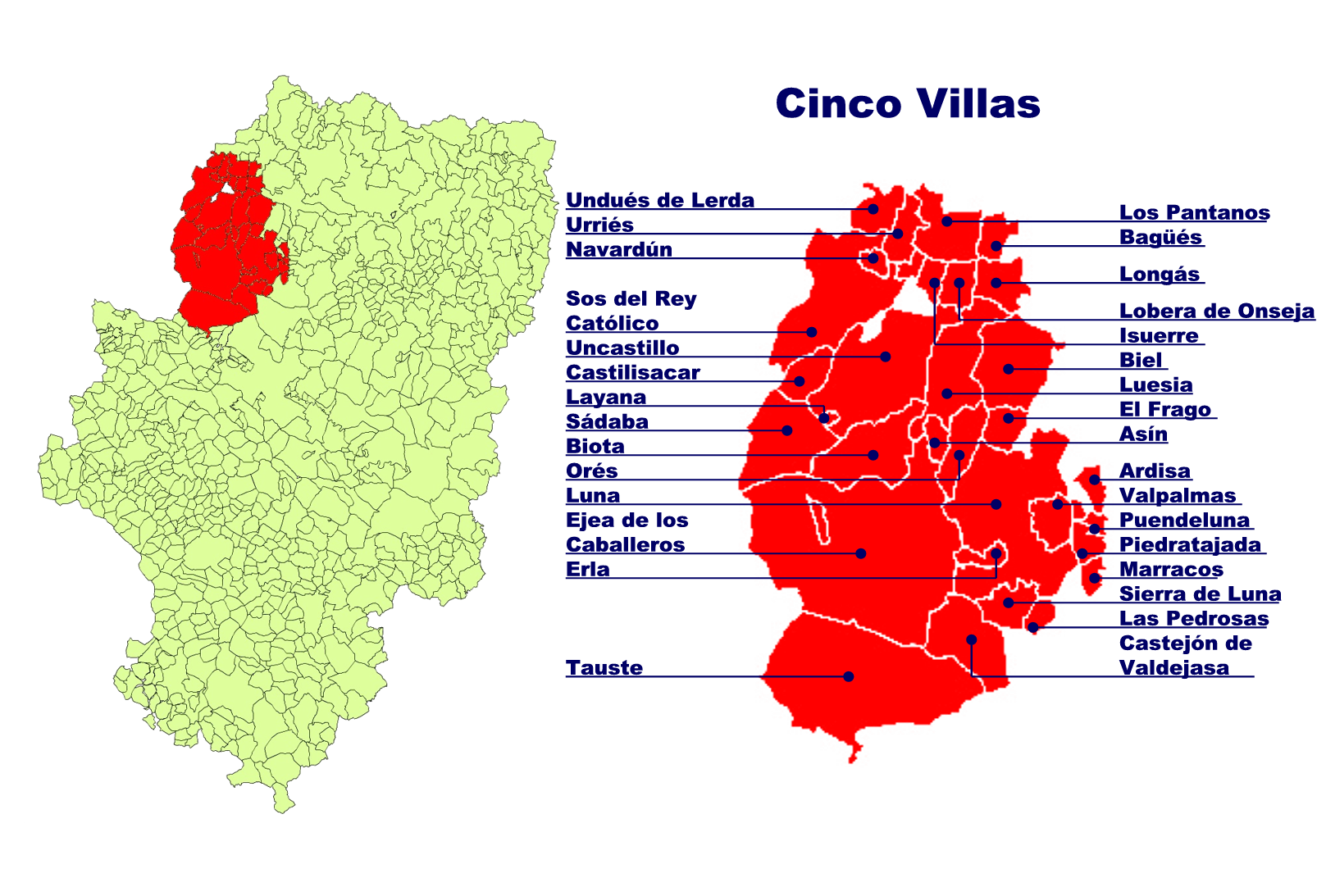

Си́нко-Ви́льяс (исп. и араг. Cinco Villas) — район (комарка) в Испании, входит в провинцию Сарагоса в составе автономного сообщества Арагон.

## Муниципалитеты
1. Ардиса
2. Асин
3. Багуэс
4. Бьель (Испания)
5. Биота (Сарагоса)
6. Кастехон-де-Вальдехаса
7. Кастилискар
8. Эхеа-де-лос-Кабальерос
9. Эрла (Сарагоса)
10. Эль-Фраго
11. Исуэрре
12. Лайяна
13. Лобера-де-Онселья
14. Лонгас
15. Луэсиа
16. Луна (Сарагоса)
17. Марракос
18. Навардун
19. Орес
20. Лас-Педросас
21. Пьедратахада
22. Лос-Пинтанос
23. Пуэнделуна
24. Садаба
25. Сьерра-де-Луна
26. Сос-дель-Рей-Католико
27. Таусте
28. Ункастильо
29. Ундуэс-де-Лерда
30. Уррьес
31. Вальпальмас